# Галлія

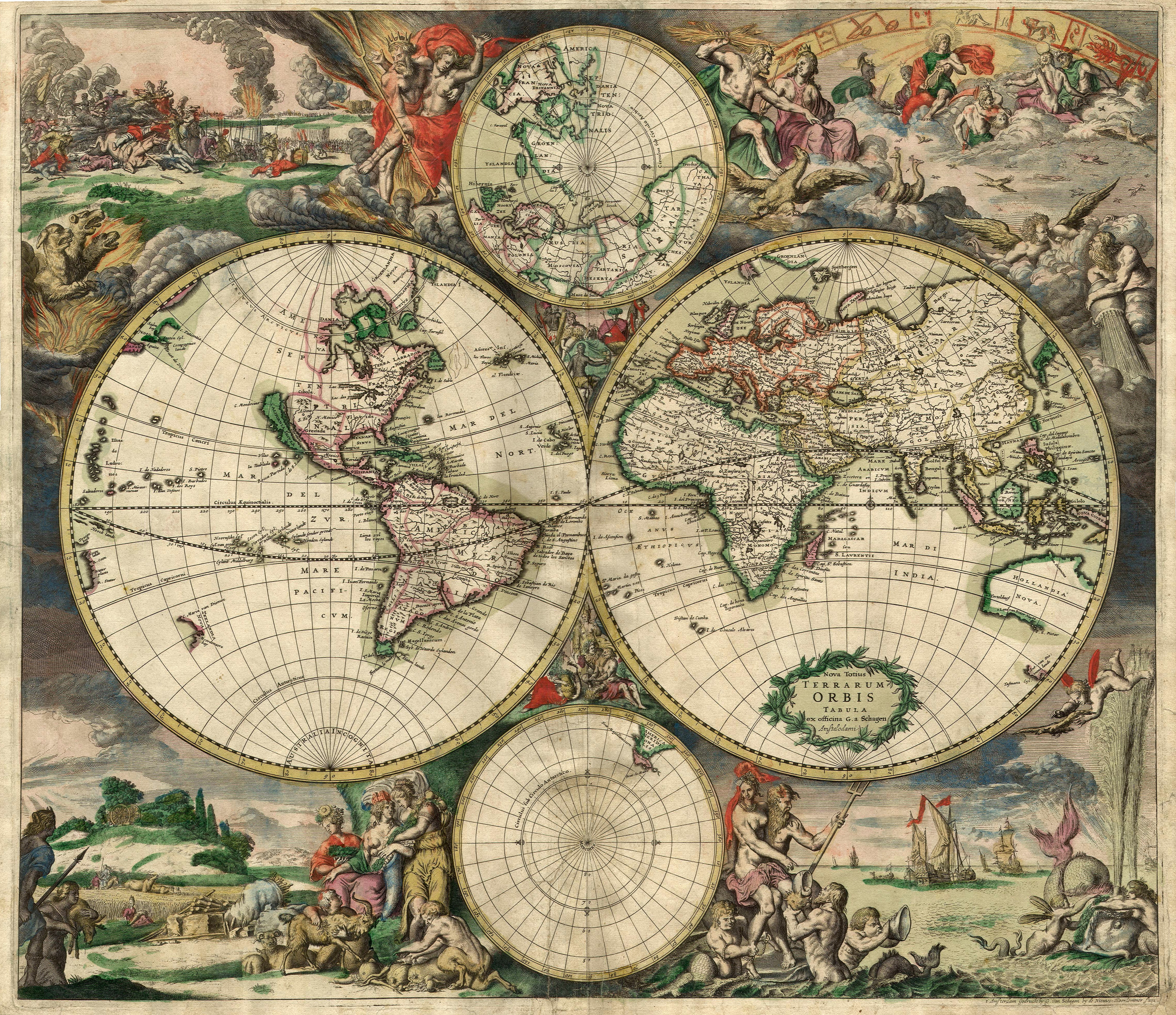
Карта світу 1689 року, видана в Амстердамі, де присутня назва Галлія

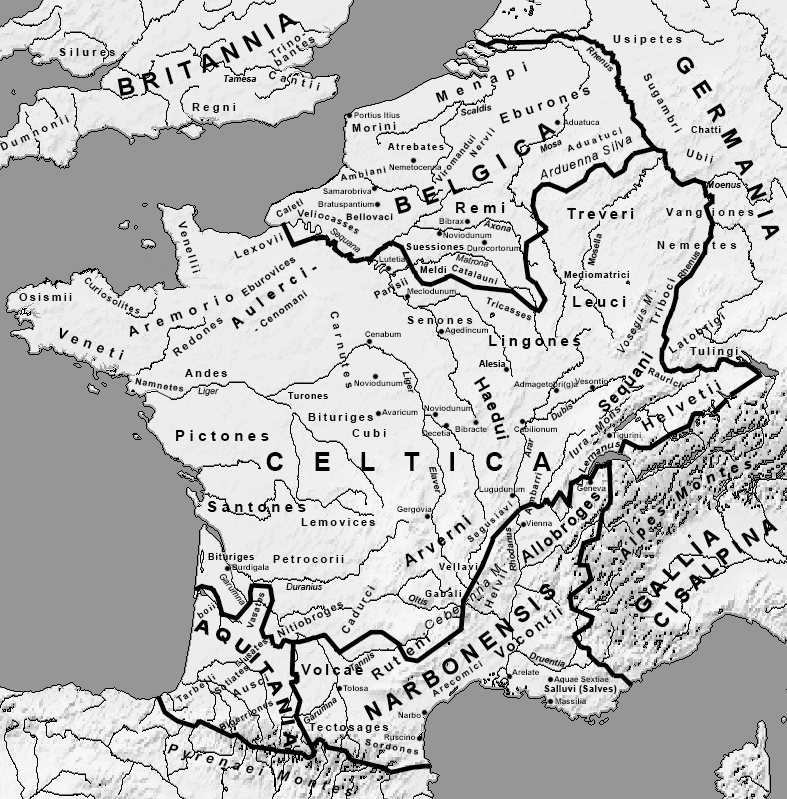
Сучасна історична мапа із зображенням Галлії (58)

46°30′ пн. ш. 2°54′ сх. д. / 46.5° пн. ш. 2.9° сх. д.
Гáллія (лат. Gallia) — історична область у Західній Європі, відома з часів стародавнього Риму, яка була завойована і пізніше поділена на кілька провінцій у складі Римської імперії. Назва походить від римської назви кельтських племен, галлів (лат. Galli), які довгий час боролися за свою свободу з Римом. Галлією називали землі, які входять до складу таких сучасних країн як Франція, Люксембург, Бельгія, Нідерланди, Німеччина й Швейцарія.
У книзі «Про війну галльську» (De Bello Gallico) Гай Юлій Цезар пише: «Gallia est omnis divisa in partes tres quarum unam incolunt Belgae, aliam Aquitani, tertiam qui ipsorum lingua Celtae, nostra Galli appellantur», тобто «Галлія вся розділена на три частини, одну з яких населяють бельги, іншу — аквітани, третю — ті, хто їхньою мовою звуться кельтами, а нашою — галлами».
Назва Галлія була поширена в Європі до кінця XVII століття. Цю назву можна зустріти на картах тих часів.
З XVIII століття Галлією інколи називають Францію, в першу чергу в історичній літературі і поезії. Велика кількість французів вважають себе нащадками галлів.
Крім того, у грецькій мові Франція досі продовжує називатись Галлією.